# WBSC Oceanía
La WBSC Oceanía, anteriormente llamada  Confederación de Béisbol de Oceanía, es el ente rector del deporte en Oceanía y a su vez forma parte de la Federación Internacional de Béisbol.

## Historia
La confederación fue creada en 1989 y a diferencia de las otras federaciones de béisbol del mundo, en esta se rige bajo el principio de compartir los derechos de competencia entre sus miembros con el fin de promover el deporte en el continente. El béisbol llegó a Oceanía por parte de los japoneses durante la Segunda Guerra Mundial principalmente en las islas de Micronesia como Palaos.
Actualmente la confederación cuenta con la participación de 14 miembros:
| - Samoa Americana - Australia - Palaos - Islas Cook - Fiyi | - Guam - Islas Marshall - Micronesia - Nueva Caledonia - Nueva Zelanda | - Islas Marianas del Norte - Papúa Nueva Guinea - Samoa - Islas Salomón |

## Ránkin
En su prime publicación en 2009, la única federación miembro de Oceanía que aparecía era Australia, pero luego de que surgiera el béisbol en los Juegos del Pacífico, las otras federaciones comenzaron a figurar en la clasificación mundial al ser el torneo reconocido por la Federación Internacional de Béisbol.
| Clasificación al 26 de noviembre de 2014 | Clasificación al 26 de noviembre de 2014 | Clasificación al 26 de noviembre de 2014 | Clasificación al 26 de noviembre de 2014 |
| BCO Rank                                 | IBAF Rank                                | País                                     | Pts                                      |
| ---------------------------------------- | ---------------------------------------- | ---------------------------------------- | ---------------------------------------- |
| 1                                        | 14                                       | Australia                                | 127.82                                   |
| 2                                        | 26                                       | Nueva Zelanda                            | 50.00                                    |
| 3                                        | 44                                       | Guam                                     | 10.00                                    |
| 4                                        | 49                                       | Palaos                                   | 7.50                                     |
| 5                                        | 63                                       | Nueva Caledonia                          | 3.75                                     |
| 6                                        | 66                                       | Fiyi                                     | 2.00                                     |
| 7                                        | 70                                       | Samoa Americana                          | 0.25                                     |